# George Cehanovsky
George Cehanovsky (San Pietroburgo, 14 aprile 1892 – Yorktown Heights, 25 marzo 1986) è stato un baritono statunitense.

## Biografia
Dopo aver frequentato l'Accademia Navale Russa ha fatto servizio come Ufficiale nella Voenno-morskoj flot (Impero russo) nella prima guerra mondiale.
Nel 1917 dopo la Rivoluzione russa si dimette dalla Marina e studia canto con la madre Vera Cehanovska, violinista, pianista ed insegnante di canto.
Nel 1922 si trasferisce con la madre prima a Tbilisi e poi ad Istanbul.
Dopo una recita per la Croce Rossa Americana conosce la moglie dell'ambasciatore americano in Turchia che aiuta lui e la madre ad ottenere i visti per gli Stati Uniti dove debutta il 13 novembre 1926 al Metropolitan Opera House di New York come Kothner in Die Meistersinger von Nürnberg con Elisabeth Rethberg ed Angelo Badà seguito nello stesso anno dal Mandarino nella prima americana di Turandot diretto da Tullio Serafin con Maria Jeritza, Giacomo Lauri-Volpi, Fléville in Andrea Chénier (opera) diretto da Serafin con Beniamino Gigli, Giuseppe Danise, Badà ed Adamo Didur, Silvio in Pagliacci (opera) diretto da Vincenzo Bellezza con Giovanni Martinelli (tenore) e Lawrence Tibbett, Schaunard ne La bohème diretto da Bellezza con la Rethberg, Lauri-Volpi ed Antonio Scotti, Herold in Lohengrin (opera), Speaker in Die Zauberflöte ed il Maggiordomo ne La Juive con Rosa Ponselle e Martinelli.
Sempre per il Metropolitan nel 1927 è il conte di Ceprano in Rigoletto diretto da Bellezza con Mario Basiola, Amelita Galli-Curci, Gigli e Minnie Egener, Krusina ne La sposa venduta, Cynric nella prima assoluta di The King's Henchman di Deems Taylor diretto da Serafin con Tibbett (trasmesso anche via radio dalla Columbia Broadcasting System), Schlemil ne Les contes d'Hoffmann con Giuseppe De Luca e Shchelkalov in Boris Godunov diretto da Bellezza con Fyodor Chaliapin, Badà ed Ezio Pinza, Jailer in Tosca (opera) diretto da Serafin con Scotti, Mercutio in Romeo e Giulietta (Gounod) con Gigli e Lucrezia Bori, Wagner in Faust con Lauri-Volpi, Frances Alda, Basiola e la Egener ed il Capitano in Le prophète con Martinelli e Pinza.
Ancora al Met nel 1931 è Prison Governor nella prima assoluta di Peter Ibbetson di Taylor diretto da Serafin con Tibbett, la Bori, Badà e la Egener, nel 1934 Thomas Morton nella prima assoluta di Merry Mount di Howard Hanson diretto da Serafin con Tibbett, nel 1937 Lieutenant Reeve nella prima assoluta di The Man Without a Country di Walter Damrosch con Helen Traubel e nel 1958 Nicholas nella prima assoluta di Vanessa di Samuel Barber diretto da Dimitri Mitropoulos con Rosalind Elias, Regina Resnik, Nicolai Gedda e Giorgio Tozzi cantando al Met fino al 1966 in 2394 recite.
Nel 1937 debutta al San Francisco Opera come Schaunard ne La bohème con Pinza seguito nello stesso anno dal barone Douphol ne La traviata diretto da Gaetano Merola con Gina Cigna, Frederic in Lakmé con Lily Pons e Pinza, Herald in Lohengrin diretto da Fritz Reiner con Lauritz Melchior e Kirsten Flagstad, De Brétigny in Manon (Massenet) e Marullo in Rigoletto, Melot in Tristan und Isolde diretto da Reiner con Melchior e la Flagstad e Silvano in Un ballo in maschera con la Cigna, Martinelli e Bruna Castagna cantando a San Francisco fino al 1956.
Nel 1946 è Douphol ne La traviata diretto da Arturo Toscanini con Licia Albanese, Jan Peerce e Robert Merrill per la radio National Broadcasting Company.
Sposò la Rethberg.
È morto nella Contea di Westchester.

## Discografia
- Bizet: Carmen - George Cehanovsky/Rosalind Elias/Clifford Harvuot/Paul Fanke/Margaret Roggero/Lucine Amara/Metropolitan Opera Orchestra and Chorus/Heidi Krall/Max Rudolf/Walter Casel/Kurt Baum, Global Village
- Bizet: Carmen - Risë Stevens/Margaret Roggero/Hugh Thompson/Coro e Orchestra del Teatro dell'Opera di Roma/Jan Peerce/Fritz Reiner/Licia Albanese/George Cehanovsky/Alessio De Paolis/Osie Hawkins/Paula Lenchner/Robert Merrill, Urania
- Giordano: Andrea Chénier - Metropolitan Opera Orchestra/Fausto Cleva/Louis Sgarro/Leonard Warren/Zinka Milanov/Martha Lipton/Rosalind Elias/George Cehanovsky, 1957 Archipel
- Massenet: Manon - Jean Morel/Alessio De Paolis/Victoria de los Ángeles/Nicolai Gedda/Giorgio Tozzi, 1959 MYTO
- Puccini: Madame Butterfly - Orchestra of the Royal Opera House, Covent Garden/Rudolf Kempe/George Cehanovsky/David Tree/Victoria de los Ángeles, 1957 OperaPrima
- Puccini: Tosca - Leontyne Price/Franco Corelli/Cornell MacNeil/Kurt Herbert Adler/Metropolitan Opera Orchestra, Sony
- Tchaikovsky: Eugene Onegin - George Cehanovsky/Dimitri Mitropoulos/Richard Tucker/Metropolitan Opera Orchestra & Chorus/Frank Guarrera/Belen Amparab/Giorgio Tozzi/Martha Lipton/Rosalind Elias/Lucine Amara, Global Village
- Verdi: La traviata - NBC Symphony Orchestra/Robert Merrill/Arturo Toscanini/Arthur Newman/Johanne Morland/Maxine Stellman/John Garris/Paul Dennis/Licia Albanese/George Cehanovsky/Jan Peerce, 1946 Music and Arts Programs of America
- Verdi: Rigoletto - Bidu Sayão/Leonard Warren/Metropolitan Opera Orchestra/Cesare Sodero/Jussi Björling, Sony